# Pierre Brice
Pierre Brice, s pravim imenom Pierre–Louis Le Bris, francoski igralec in pevec, * 6. februar 1929, Brest, Francija, † 6. junij 2015, Pariz.
Kariero je  začel v petdesetih letih 20. stoletja. Najbolj znan je postal po vlogi apaškega poglavarja Vinetouja v filmih posnetih po romanih nemškega pisatelja Karla Maya. Skupaj je nastopil v 11 filmih o Vinetuju, v sedmih filmih skupaj z Lexom Barkerjem v vlogi Old Shatterhanda.
Od leta 1981 do svoje smrti je bil poročen s Helle Krekel. Umrl je zaradi pljučnice v Parizu.